# 히라타정 (야마가타현)
히라타정(平田町)은 야마가타현 아쿠미군에 존속했던 정이다. 2005년 11월 1일에 아쿠미군·마쓰야마정·야와타정과 신설 합병해 새로운 사카타시가 성립해 소멸하였다.

## 역사
- 1954년 8월 1일 - 다자와촌 기타마타촌 미나미히라타촌과 합병해 히라타촌이 탄생하였다.
- 1964년 8월 1일 - 정으로 승격하였다.
- 2005년 11월 1일 - 누마타시, 야와타정, 마쓰야마정과 신설 합병해 사카타시가 성립해. 동일 히라타정이 폐지되었다.

## 교통

### 철도
- 동일본 여객철도 우에쓰 본선

### 도로
- 국도 345호